# Município de New London (condado de Huron, Ohio)
O município de New London (em inglês: New London Township) é um município localizado no condado de Huron no estado estadounidense de Ohio. No ano de 2010 tinha uma população de 3.268 habitantes e uma densidade populacional de 48,13 pessoas por km².

## Geografia
O município de New London encontra-se localizado nas coordenadas 41° 05′ 54″ N, 82° 23′ 29″ O. Segundo a Departamento do Censo dos Estados Unidos, o município tem uma superfície total de 67.9 km², da qual 66.58 km² correspondem a terra firme e (1.94%) 1.32 km² é água.

## Demografia
Segundo o censo de 2010, tinha 3.268 habitantes residindo no município de New London. A densidade populacional era de 48,13 hab./km². Dos 3.268 habitantes, o município de New London estava composto pelo 96.24% brancos, o 1.59% eram afroamericanos, o 0.06% eram amerindios, o 0.09% eram asiáticos, o 0.12% eram insulares do Pacífico, o 0.09% eram de outras raças e o 1.81% pertenciam a dois ou mais raças. Do total da população o 1.07% eram hispanos ou latinos de qualquer raça.